# Aveyron (departma)
Aveyron (okcitansko Avairon, oznaka 12) je francoski departma, ki se imenuje po istoimenski reki, ki teče skozenj. Nahaja se v regiji Jug-Pireneji.

## Zgodovina
Departma je bil ustanovljen v času francoske revolucije 4. marca 1790 iz nekdanje province Rouergue.

## Geografija
Aveyron leži na severovzhodu regije Jug-Pireneji. Na zahodu meji na departmaje Tarn, Tarn in Garono ter Lot, na severu na departma regije Auvergne Cantal, na vzhodu in jugu pa na departmaje Lozère, Gard in Hérault (regija Languedoc-Roussillon).